# Robinsonia banghaasi
Robinsonia banghaasi är en fjärilsart som beskrevs av Rothschild 1911. Robinsonia banghaasi ingår i släktet Robinsonia och familjen björnspinnare. Inga underarter finns listade.